# Den neie Feierkrop
Den neie Feierkrop (luxemburgisch für Der neue Schürhaken) war bis 2018 ein in Luxemburg erscheinendes satirisches Wochenblatt.

## Geschichte und Entstehung
Den neie Feierkrop ging aus den Satireseiten der marxistischen Zeitung vum Lëtzebuerger Vollek (luxemburgisch für Luxemburger Volkszeitung) hervor und wurde von deren Mitarbeitern unter der Federführung von Jaques Drescher als eigenständiges Medium 1993 gegründet und wurde vom Verlag Den neie Feierkrop Société Coopérative herausgegeben.
Die letzte Ausgabe (1192) erschien am 21. Dezember 2018.

## Aufbau
Den neie Feierkrop umfasste vier A3-Seiten bei einer Auflage von rund 12.000 Exemplaren. Das Wochenblatt war überwiegend auf Deutsch bzw. Luxemburgisch geschrieben, enthielt jedoch meist auch einen französischen Artikel.

## Inhalt
Die Zeitung behandelte hauptsächlich landesinterne Angelegenheiten. Bekannte Eigenschaften in der Darstellung im  Feierkrop waren die eigenwillige Umdeutung der Namen von Personen oder Institutionen. Beispielsweise wurde der ehemalige luxemburgische Premierminister Jean-Claude Juncker als rabenschwarzer Großdiktator Bokassa bezeichnet, als Anlehnung an Jean-Bédel Bokassa, den früheren Diktator der Zentralafrikanischen Republik.